# Audiòfil

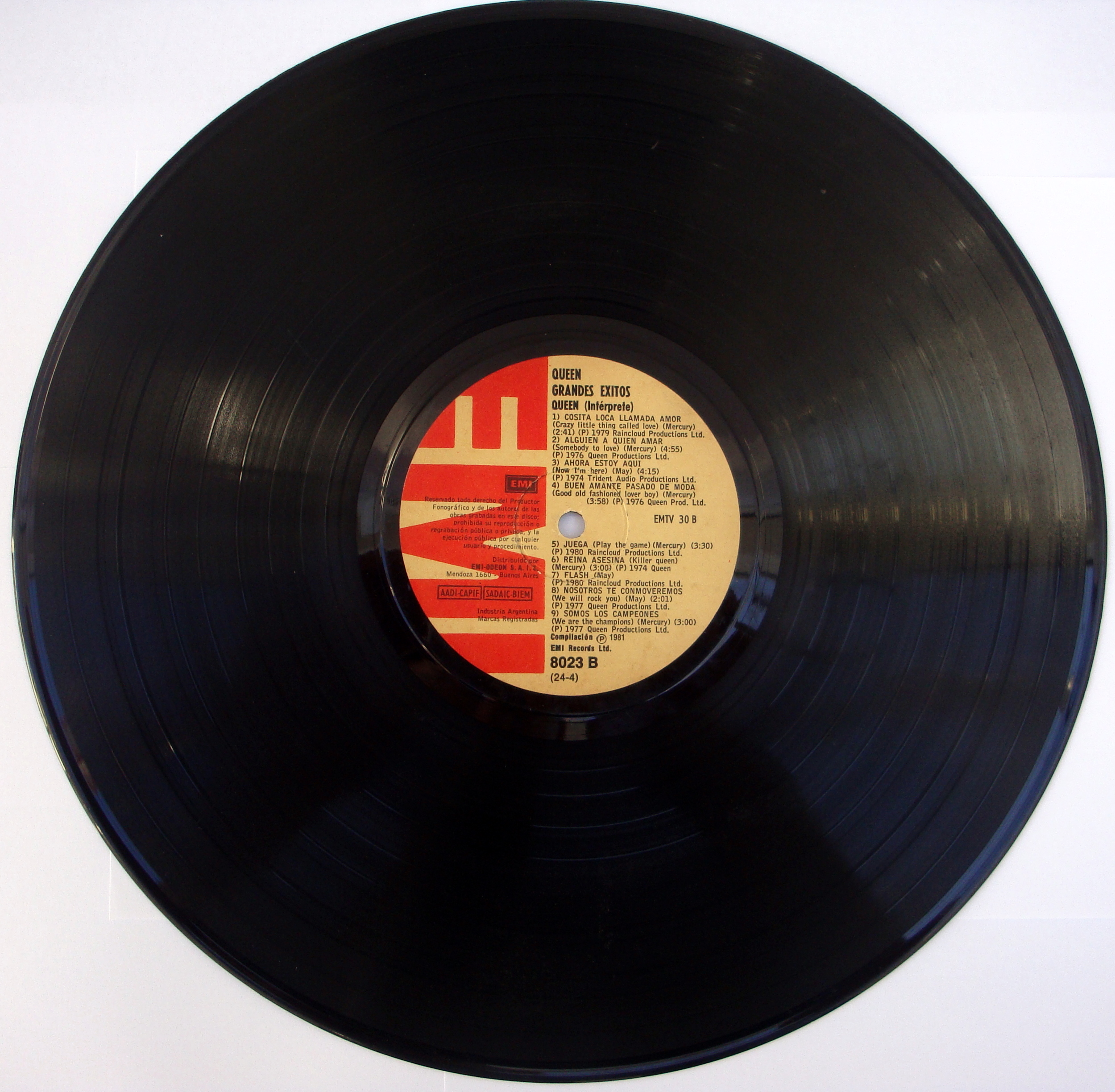
Els discos de vinil són molt buscats pels audiòfils, ells argumenten que encara que tingui poca vida útil, tenen un so més fidel que un CD.

Els  audiòfils  són persones que tenen un interès especial pels sistemes electrònics de reproducció del so amb la finalitat de buscar la màxima qualitat, podent centrar-se en el purament subjectiu en lloc del punt de vista científic-tècnic.
Moltes vegades els resultats d'una reproducció sonora d'alta fidelitat no satisfan a l'audiòfil, de manera que utilitza els mitjans de què disposa la tècnica elèctrica o electrònica per obtenir efectes en l'àudio que estiguin en consonància amb la seva preferència. Això pot iniciar tendències, en cert sector de audiòfils, com rebutjar tant els suports digitals (CD, MP3, etc.), com els equips digitals a l'hora d'escoltar música, optant per l'àudio emmagatzemat i tractat en suports més antics, com els cassettes, els discos de vinil o els magnetòfons i equips com els amplificadors valvulars.
Al voltant del món, molts audiòfils s'han proliferat com "artesans electrònics" que fabriquen els seus aparells, tant si és per obtenir una determinada coloració del so o mantenir la fidelitat en tota la cadena de reproducció, costi el que costi. Fins i tot es fan servir components del comerç normal adaptats per a satisfer les exigències de l'audiòfil, com cables, connectors i altaveus.